# مدرسة زهرة الصحراء العالمية
مدرسة زهرة الصحراء العالمية تعرف اختصارا بـ ZSIS هي مدرسة دولية للفتيات والفتيان مستويات أولي، ابتدائي، إعدادي، وثانوي (k-12)، وتقع في مدينة جدة بالمملكة العربية السعودية. أسستها نجاح شبيب خير الله في عام 1988، لتثقيف الطلاب من جميع أنحاء الشرق الأوسط. هناك أكثر من 2300 طالب مسجل في مدرسة زهرة الصحراء العالمية. تقدم المدرسة منهجًا تعليميا أمريكيًا.
تعتمد مدرسة زهرة الصحراء الدولية على نظام تعليم المدرسة العمومية في الولايات المتحدة الأمريكية وتعطي دبلوم التعليم الثانوي الأمريكي بعد إتمام الصف الثاني عشر. تأخذ المدرسة الدعم من قبل وزارة التعليم السعودية بالإضافة إلى مجموعة من المؤسسات والجامعات مثل: Houghton, Mifflin, Harcourt, McGrow Hill, Sadlier.
يدرس في المدرسة حوالي 2300 طالب موزعين على مختلف الفصول بمعدل 24 طالب في كل قسم ومعدل عشرة مدرسين لكل طالب.

## الاعتماد الأمريكي
حصلت مدرسة زهرة الصحراء الدولية على اعتماد أكاديمي من قبل NCA CASI في الولايات المتحدة الأمريكية يوم 11 فبراير 2004. تضمن AdvancEd أن يتم فحص معايير المدرسة وممارساتها ومبادئها بانتظام من قبل منظمة معتمدة في الولايات المتحدة الأمريكية. ويقوم مستشارون تربويون من مختلف الجامعات العربية والأوروبية والأمريكية بزيارة حرم المدرسة سنويًا لزيادة الترشيح من صفوف خريجيها.

## سير الحصص
تدوم فترة الدراسة في مدرسة زهرة الصحراء الدولية من شهر سبتمبر إلى غاية شهر مايو مقسمة إلى أسدسين. يبدأ الأسبوع الدراسي يوم الأحد وينتهي يوم الخميس. ويتلقى الطلاب ثمانية حصص في اليوم طول كل حصة هي 45 دقيقة.

## اللغات والثقافة
لغة التدريس في مدرسة زهرة الصحراء الدولية هي الإنجليزية أي يتم تدريسها على أنها اللغة الأم، ويبدأ تعلم اللغة الفرنسية كلغة إلزامية بعد الصف السادس. يتم تدريس اللغة العربية والإسلام والثقافة السعودية كذلك في إطار انخراطها في المجتمع المحلي.

## وصلات خارجية
- الموقع الرسمي
- صفحة المدرسة على AdvancEd